# Смирнова, Ника Эдгаровна
Ника Эдгаровна Смирнова — российская и армянская футболистка, защитник красноярского «Енисея».

## Биография
Воспитанница спортивной школы «Смена» (г. Железногорск) в команде 2003—2004 г.р. Ника занималась в СШ Смена с 2012 года, в 2018 году переехала в Красноярск, поступив в СШОР «Енисей», выступала за молодёжную команду «Енисей», в феврале 2023 года также начала выступать и за основную команду. Свой первый матч в Суперлиге провела 25 марта 2023 года против московского ЦСКА.
Дебютировала за женскую сборную Армении 28 ноября 2024 года в товарищеском матче против сборной Молдавии.